# 胡比尼哈河
胡比尼哈河（烏克蘭語：Губиниха），是烏克蘭的河流，位於該國中部，屬於基利琴河的支流，發源自胡比尼哈，流經第聶伯羅彼得羅夫斯克州，河道全長34公里，流域面積154平方公里。